# 光站
光站（日语：／ Hikari eki */?）是位於山口縣光市虹濱三丁目，西日本旅客鐵道（JR西日本）山陽本線的車站。
在2022年春季，藤生站至德山站之間預計可以使用ICOCA。

## 歷史
- 1912年（明治45年）4月11日 - 鐵道院山陽本線島田站至下松站之間新設此站。當時名為虹濱站。
- 1934年（昭和9年）12月1日 - 現時岩德線，麻里布站（現時為岩國站）至周防高森站至櫛濱站之間全線開通，編入為山陽本線。而本來山陽本線麻里布站至柳井站至櫛濱站之間成為柳井線，此站也同時成為柳井線車站。
- 1941年（昭和16年）2月1日 - 車站改名為光站。
- 1942年（昭和17年）6月1日 - 行走於此站至室積的鐵道省營自動車（現時為JR巴士）開始運行。
- 1944年（昭和19年）10月11日 - 柳井線全線成為雙線鐵路，再次編入為山陽本線。使此站再次成為山陽本線車站。而1934年編入成為山陽本線區間均名為岩德線。
- 1967年（昭和42年）6月14日 - 設置跨線橋。
- 1974年（昭和49年）4月 - 綠色窗口開始營業[2]。
- 1975年（昭和50年）3月21日 - 引入車票自動售票機。
- 1983年（昭和58年）7月5日 - 車站大樓重建。
- 1984年（昭和59年）1月1日 - 終止貨物起卸業務。車站大樓西邊設有棚車貨物月台。
- 1987年（昭和62年）4月1日 - 伴隨國鐵分割民營化，車站由西日本旅客鐵道（JR西日本）營運。
- 1994年（平成6年）4月2日 - 車站廣場和紀念碑落成。
- 2011年（平成23年）4月1日 - 車站業務由JR西日本廣島MAINTEC（日语：JR西日本広島メンテック）負責，成為業務委託車站。
- 2018年（平成30年）
  - 7月6日 - 發生2018年7月西日本豪雨使車站暫停服務。
  - 9月9日 - 柳井站至下松站之間重開[3]。
  - 9月29日 - 受颱風潭美影響，光站至下松站之間泥沙流入路軌，使柳井站至下松站之間再次停運[4]。
  - 10月13日 - 柳井站至下松站之間重開[5][6]。

## 車站構造
車站是一座地面車站，設有2面3線的混合式月台（單式、島式月台）。車站大樓於2號月台側。在兩月台之間設有跨線橋連接。
此站由德山地域鐵道部管理，並由JR西日本廣島MAINTEC負責車站業務，為業務委託車站。車站設有綠色窗口。

### 月台
| 月台 | 路線      | 上下行 | 方向           | 備註                |
| ---- | --------- | ------ | -------------- | ------------------- |
| 2    | ■山陽本線 | 下行   | 德山、防府方向 |                     |
| 5、6 | ■山陽本線 | 上行   | 柳井、岩國方向 | 部分列車使用6號月台 |

2號月台為下行本線，5號月台為上行本線，6號月台為上行副本線。定期旅客列車會使用2號月台和5號月台。部分列車使用6號月台。2號月台與5號月台之間距離較遠，現時只有1條中線（相當於4號月台）。另外，相當於3號月台的中線已經撤走。另外，在旅客月台中，從前的構造是2面4線，車站大樓與下行月台之間設有1號月台（下行副本線），現時已經廢止和撤走。

## 使用狀況
以下為近年1日平均乘車人次列表：
| 乘車人次變化 | 乘車人次變化    |
| 年度         | 1日平均乘車人次 |
| ------------ | --------------- |
| 1999         | 2,284           |
| 2000         | 2,204           |
| 2001         | 2,162           |
| 2002         | 2,162           |
| 2003         | 2,261           |
| 2004         | 2,274           |
| 2005         | 2,310           |
| 2006         | 2,272           |
| 2007         | 2,307           |
| 2008         | 2,312           |
| 2009         | 2,243           |
| 2010         | 2,295           |
| 2011         | 2,423           |
| 2012         | 2,434           |
| 2013         | 2,446           |
| 2014         | 2,237           |
| 2015         | 2,363           |
| 2016         | 2,378           |
| 2017         | 2,417           |
| 2018         | 2,182           |

## 車站周邊
此站為光市代表車站，距離市中心一段距離。
- 虹濱海灘（日语：虹ヶ浜海水浴場）
- 光市立光綜合醫院
- 梅田醫院
- 光稅務署（日语：税務署）（距離最近海灘最接近的日本稅務署）
- 光警署（日语：光警察署）光站前派出所
- 光淺江郵局
- AEON光店
- 山口縣立光丘高等學校（日语：山口県立光丘高等学校）
- 光市立淺江中學
- 光市立淺江小學
- 光市淺江出張所、淺江公民館
- 中國JR巴士周防営業所
- 西日本巴士網絡服務光營業所
- 松原屋酒店
- 松屋酒店
- 國道188號（日语：国道188号）
- EDION（日语：エディオン）光店
- 明屋書店（日语：明屋書店）光店

## 巴士路線
- 中國JR巴士：下松站－光站－光市政廳前－室積－公園口、江之浦
- 光Gururin巴士（日语：ひかりぐるりんバス）（由西日本巴士網絡服務運行）
- 防長交通（日语：防長交通）：「快速巴士」 德山站前－櫛濱站前－下松站前－光站前－光市政廳前－室積－江之浦－平生－周東醫院前－柳井站前

## 相鄰車站
西日本旅客鐵道
■山陽本線
島田－光－下松

## 其他
軟銀電視廣告中曾經出現此站月台和車站大樓。

## 注腳
1. ↑  .   [2020-03-29]. （原始内容存档于2020-04-23）.
2. ↑  國鐵監修《交通公社の時刻表》1974年5月號
3. ↑  . 產經WEST. 2018-08-22  [2020-03-29]. （原始内容存档于2018-09-08）.
4. ↑  . 朝日新聞Digital. 2018-09-30  [2020-03-29]. （原始内容存档于2018-09-30）.
5. ↑  . 乘車新聞. 2018-10-10  [2018-10-13]. （原始内容存档于2018-10-10）.
6. ↑  . Respond. 2018-10-10  [2018-10-13]. （原始内容存档于2018-10-11）.
7. ↑  山口縣統計年鑑

## 外部連結
- 光｜車站資訊：JR出門網 - 西日本旅客鐵道